# ヤコブの泉
座標: 北緯32度12分43秒 東経35度16分40秒 / 北緯32.21194度 東経35.27778度

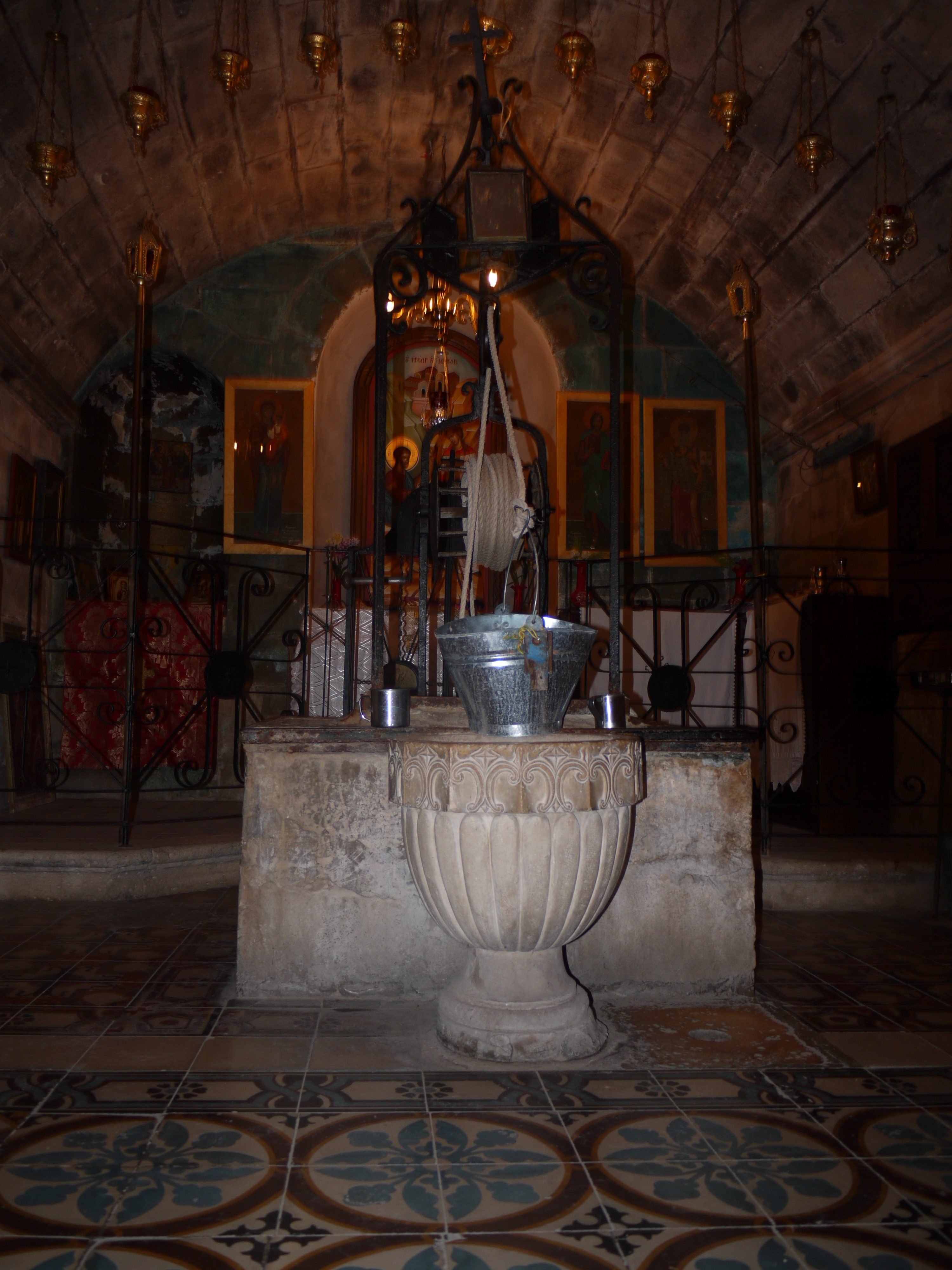
現在の井戸。(2013年・許可を得て撮影)

ヤコブの泉(ヤコブのいずみ、Jacob's fountain)は、サマリヤの町スカル（シェケム）にあった井戸のことである。新改訳聖書では「ヤコブの井戸」（Jacob's Well ）と表記される。現在、ナーブルスの町はずれあるビール・ヤアクーブがヤコブの泉であると考えられる。
スカルは旧約時代のシェケムであると言われ、ゲリジム山の北東に位置している。この井戸はサマリヤ人の伝承によると、ヤコブが掘ったとされている。聖書の中にはヤコブが掘ったという記録はないが、パダン・アラムからの帰途にシェケムに滞在して土地を購入しているから、井戸をほった可能性は否定できない。

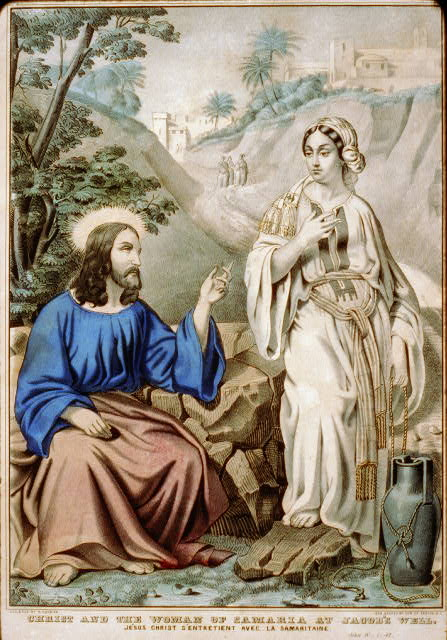
イエス・キリストとサマリア人の女

イエス・キリストはこの井戸の傍らでサマリヤ人の女と永遠のいのちの水について、また真の礼拝者による礼拝について語られた。
現在、この井戸は直径2.3メートルあり、下部は石灰石の岩盤を掘り込み、上部は石組みがなされており、きれいな軟水を汲み取ることができる。